# Carl Holmberg (politiker)
Carl Albin Holmberg, född 29 december 1820 i Ronneby socken i Blekinge län, död 17 januari 1893 i Växjö, var en svensk ämbetsman och politiker.
Holmberg blev 1839 student vid Lunds universitet, där han promoverades till filosofie magister 1844 och avlade examen till rättegångsverken 1846. Han blev auskultant i Skånska hovrätten sistnämnda år, vice häradshövding 1849 och extra fiskal i Skånska hovrätten samma år. Holmberg var landssekreterare i Kronobergs län 1852–1889. Han var ledamot av riksdagens första kammare för Kronobergs län 1866–1868 och 1872–1878. Holmberg blev riddare av Nordstjärneorden 1863 och kommendör av första klassen av Vasaorden 1876.